# Сванидзе, Роланд Акакиевич
Роланд Акакиевич Сванидзе (1 ноября 1977 года, Новокузнецк, Кемеровская область, СССР) — российский и грузинский хоккеист, нападающий, тренер.

## Биография
Воспитанник новокузнецкого «Металлурга», первый тренер — Александр Ведерников. За родную команду провел два сезона в чемпионате России.
Провёл два сезона в Хоккейной лиге ОАЭ. Стал двукратным чемпионом ОАЭ в сезонах 2015—2016, 2017—2018.
С 2019 году основатель, президент хоккейного клуба «Динамо Тбилиси»
Бакалавр. Диплом Новокузнецкого государственного педагогического института. Факультет физической культуры и спорта. Магистратура. Высшей школы тренеров «Профессиональный спорт и система подготовки высококвалифицированных спортсменов в хоккее» г. Омск
В 2016 году, в единственный раз сыграл за сборную Грузии, в рамках третьего дивизиона Чемпионата мира в турецком Стамбуле.
В 2018 году возглавил сборную Грузии и привел её к победе в третьем дивизионе чемпионата мира 2018 года.
В 2019 году Сванидзе со сборной Грузии выступал во втором дивизионе чемпионата мира в Мексике. В 2022 году — во втором дивизионе чемпионата мира в Исландии — серебряные медали.